# (7052) 1988 VQ2
1988 في كيو 2 (ويعرف أيضًا باسم (7052) 1988 في كيو 2 وفق تسمية الكوكب الصغير) (بالإنجليزية: 1988 VQ2)‏ هو كويكب ضمن حزام الكويكبات؛ وترتيبه 7052 من حيث الاكتشاف.
اكتُشف هذا الجُرم الفلكي بواسطة اليانور إف. هيلين في 12 نوفمبر 1988.

## وصلات خارجية
- (7052) 1988 VQ2 في قاعدة بيانات مختبر الدفع النفاث لأجرام النظام الشمسي الصغيرة

- الاكتشاف · مخطط المدار ·  العناصر المدارية · المعلمات المادية

- (7052) 1988 VQ2 على موقع ويكي سكاي: DSS2, SDSS, GALEX, IRAS, Hydrogen α, X-Ray, Astrophoto, Sky Map, Articles and images